# Artamène ou le Grand Cyrus
Artamène ou le Grand Cyrus est un roman-fleuve et un roman à clef de Madeleine et Georges de Scudéry. Originellement publié entre 1649 et 1653, le roman est connu pour être le plus long roman français jamais écrit (13 095 pages dans l’édition originale et environ 2 100 000 mots),. De fait, bien que l'œuvre connût un succès considérable à l'époque, elle n'a plus été publiée après le XVIIe siècle en raison de sa longueur. Certains personnages sont inspirés de l'univers romanesque de la Fronde. 
Les attributions les plus courantes sont :
- Louis II de Bourbon-Condé pour le personnage de Cyrus ;
- Anne-Geneviève de Bourbon-Condé pour celui de Mandane ;
- Anne de Gonzague de Clèves pour celui d'Élise, confidente de Mandane ;
- Madeleine de Scudéry elle-même pour celui de Sapho ;
- Turenne pour le roi d'Assyrie, amoureux de Mandane ;
- le duc de Longueville pour celui de Ciaraxe, père de Mandane.
- Catherine de Rambouillet pour celui de Cléomire[4].
- Julie d'Angennes, fille de Catherine de Rambouillet, pour celui de Philonide[4].
- Vincent Voiture pour celui de Callicrate[4].
- Madeleine de Souvré pour celui de princesse de Salamis[4].
- Mademoiselle de Vandy, favorite de la Grande Mademoiselle au château de Saint-Fargeau, pour Télagène, princesse de Paphlagonie[4].
- Charles de Fiesque pour celui de Pisistrate[5].
- Gilonne d'Harcourt, comtesse de Fiesque, pour celui de Cléocrite[5].
- Anne-Marie Bigot de Cornuel, femme d'esprit et philosophe, pour celui de Zénocrite.

Le roman se voit cependant offrir une nouvelle vie au début du XXIe siècle par la mise à disposition en ligne sur Internet de son texte intégral.